# Кокпекты (Карагандинская область)
Кокпекты (каз. Көкпекті) — село в Бухар-Жырауском районе Карагандинской области Казахстана. Административный центр Кокпектинского сельского округа. Находится примерно в 34 км к юго-западу от районного центра, посёлка Ботакара. Расположено на реке Кокпекты в 10 км к северо-востоку от Караганды.
Код в классификаторе административно-территориальных объектов (КАТО) — 354053100.

## История села
Населённый пункт был основан в 1920-е годы.
В 1930 году, на землях Госфонда «УРСа» комбината «Караганда — уголь» организовано подсобное (молочное и овощеводческое) хозяйство. В 1950 году в связи с ликвидацией подхоза был организован Совхоз № 1. Постановлением Совета Министров Каз. ССР от 5 ноября 1957 года за № 787, к основному землепользованию совхоза переданы земли бывшего колхоза «Заря коммунизма» (ныне Байкадам) 7 ноября 1961 года Совхозу № 1 присвоено имя Свердлова Я. М.
С июня 1993 года совхоз стал акционерным обществом «Кокпекты». Пойти на акционирование заставили не только план по разгосударствлению и приватизации сельскохозяйственных предприятий, но и тяжёлое финансово-экономическое состояние совхоза. С августа 2000 года хозяйство зарегистрировано как ТОО Агро-фирма «Шанырак».
За всё время существования хозяйства во главе стояли директора: Кайзер, Хитров, Кадырбаев, Ландик, Эйхерт, Сердюк, Мусин, Мейромов, Романенко, Запевалин, Мажура, Масейко, Ерещенко, Гоманиченко, Шимпф.
Основными направлениями деятельности хозяйства являются: производство молока, выращивание картофеля, а также кормов для крупного рогатого скота и птицы.
В декабре 2006 года в селе запущен проект первой электронной деревни в Казахстане, цели которого — создание условий для реализации проектов в области электронного правительства путём организации информационного сообщества в селе Кокпекты, включая техническую инфраструктуру с использованием беспроводных технологий. Привлечение внимание общественности к реализации государственной программы формирования электронного правительства, общественный контроль над ходом реализации программы.
Решением акима Кокпектинского сельского округа Смаилова Б., от 15 апреля 2016 г. переименована самая большая улица Садовая, и присвоено новое название Шакар Кошкимбаева (допускается сокращение Ш. Кошкимбаев).
В 2016 года исполнилось 100 лет со дня рождения ветерана Великой Отечественной войны, почётного работника системы профессионально-технического образования Шакара Толеубаевича Кошкумбаева. Супруга– Кошкумбаева Рахима Жанкуловна. Участница Великой Отечественной войны, военврач, старший лейтенант медицинской службы. В июне 2016 года был установлен памятник супругам Кошкумбаевым.

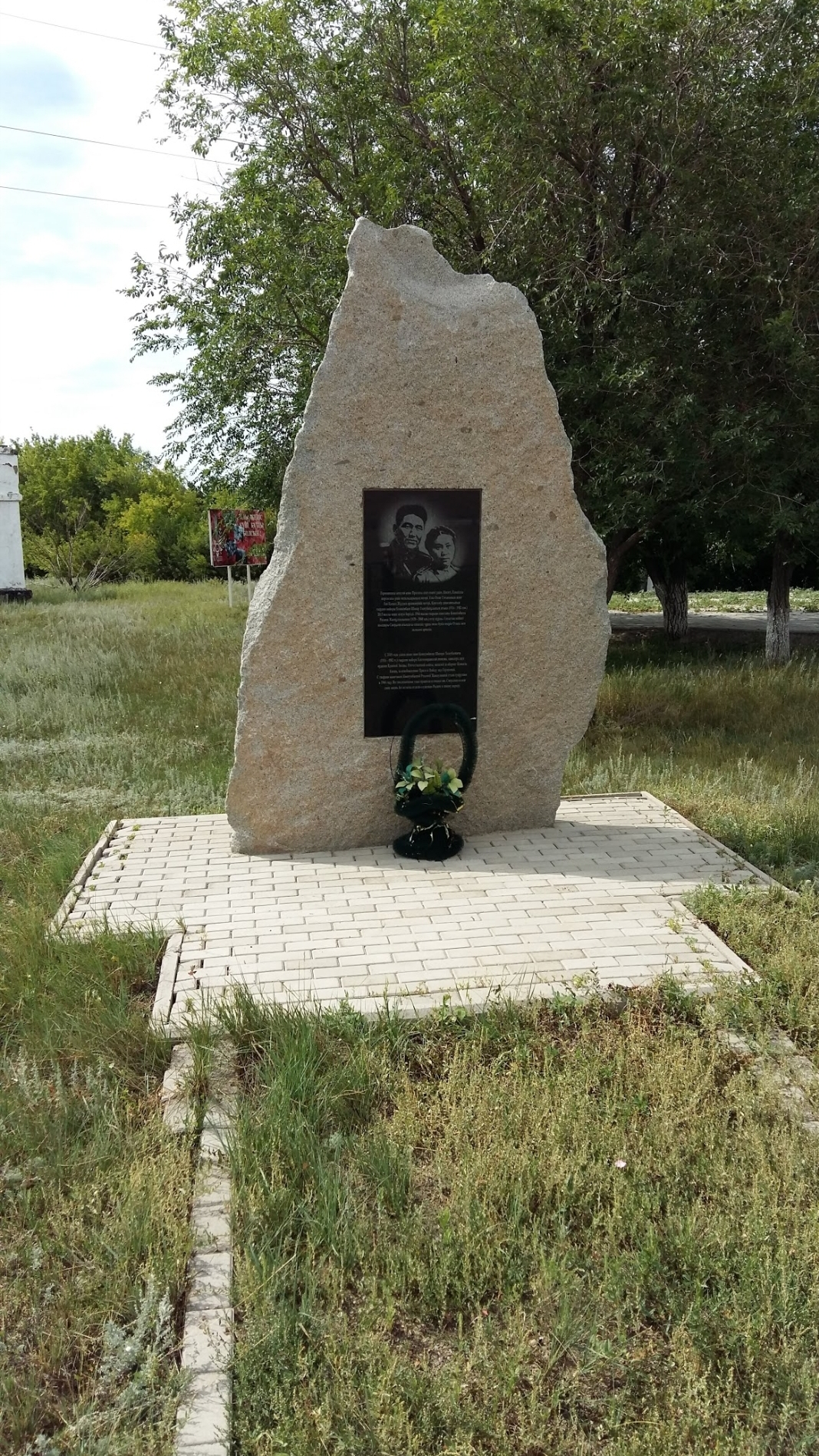
Памятник супругам Кошкумбаевым

## Наводнение
В ночь с 30 на 31 марта 2014 года в Кокпекты случилось наводнение. В результате размытия талыми водами дамбы, по селу прошла двухметровая волна, сопровождавшаяся мощными кусками льда. По официальным данным погибло пять жителей села: Ногаев и Ногаева 1924 и 1963 годов рождения, Нагибина 1926 года рождения, Ромащенко 1942 года рождения, Скибицкий 1979 года рождения. Затоплеными оказались около 100 домов села.

## Население
В 1999 году население села составляло 2540 человек (1221 мужчина и 1319 женщин). По данным переписи 2009 года, в селе проживали 2822 человека (1383 мужчины и 1439 женщин).